# Elasmobranchii
Gli Elasmobranchi (Elasmobranchii) o Selaci sono una sottoclasse dei Condroitti che comprende due ordini di squali del Paleozoico (Cladoselaci, Pleuracanthodii), un ordine di squali moderni (Squaliformi) e il superordine Batoidea (che comprende razze, torpedini e pesci sega), inoltre comprendono anche l'ordine dei Orectolobiformes di cui fa parte ad esempio lo Squalo Balena. 

## Descrizione
I membri della sottoclasse Elasmobranchi sono sprovvisti di vescica natatoria, presentano 5-7 paia di fessure branchiali in serie (comunicanti con l'esterno in modo individuale), pinna dorsale rigida e piccole scaglie placoidi (onde il nome: elasmós o élasma in greco significa 'placca'). I denti sono posizionati in diverse serie; la mascella superiore non è fusa al cranio e la mascella inferiore è articolata a quella superiore.
Solitamente i pesci mantengono l'assetto nell'acqua con la vescica natatoria: tuttavia gli Elasmobranchi ne sono sprovvisti e mantengono l'assetto mediante grandi fegati che contengono grandi quantità di olio. Questo olio può anche fungere da riserva nutriente in mancanza di cibo.

Gli squali che vivono in acque profonde sono oggetto di pesca industriale per il loro olio, perché il fegato di queste specie può arrivare a pesare fino al 20% del peso totale di un individuo.

## Evoluzione
Ci sono prove scientifiche dell'esistenza di elasmobranchi che risalgono a circa 450-420 milioni di anni fa, cioè al periodo Ordoviciano. Questo significa che gli squali esistevano prima dei vertebrati terrestri e prima che molte piante avessero colonizzato le terre emerse. I resti fossili dei primi squali consistono essenzialmente di dentelli dermici. I più antichi resti di denti, invece, risalgono a 400 milioni di anni fa. Si suppone inoltre che i primi squali fossero assai diversi da quelli odierni, che, per la maggior parte, hanno lasciato fossili risalenti al massimo a 100 milioni di anni fa.
Spesso sono soltanto i denti e dentelli degli squali a essere ritrovati sotto forma di fossili, anche se spesso questi resti vengono rinvenuti in grandi quantità. Solo in alcuni casi sono state ritrovate parti dello scheletro interno e, in casi ancor più rari, fossili quasi completi di squalo. L'abbondanza di denti fossili è spiegata dal fatto che in alcune specie di squalo vengono prodotte decine di migliaia di denti in pochi anni. Inoltre, essendo i denti formati da fosfato di calcio e apatite, il processo di fossilizzazione è piuttosto rapido e semplice su di essi. Al contrario, gli squali hanno uno scheletro cartilagineo, e non osseo, che è formato da migliaia di prismi in apatite divisi uno dall'altro. Quando uno squalo muore, la decomposizione causa la disgregazione di questi prismi, e quindi uno scheletro completo si conserva solo se il corpo morto dell'animale viene rapidamente sepolto dai sedimenti del fondale marino.
Una delle forme di elasmobranchi più antiche è Cladoselache, vissuto circa 370 milioni di anni fa, che è stato ritrovato negli strati geologici del Paleozoico (in particolare del tardo Devoniano) in Ohio, Kentucky e Tennessee. A quell'epoca queste rocce formavano i morbidi sedimenti del fondale del vasto e poco profondo oceano che ricopriva la maggior parte dell'America settentrionale. Cladoselache era lungo più o meno due metri ed era dotato di mascelle sottili e snelle. La sua dentatura era formata da numerose cuspidi appuntite, che perdeva con l'uso ripetuto. Dalla quantità di denti rinvenuti in ogni singolo ritrovamento si evince che Cladoselache non rimpiazzava i denti persi velocemente quanto gli squali odierni. La scoperta di intere code di pesci nei loro stomaci suggerisce che i Cladoselache fossero veloci nuotatori dotati di una grande agilità. In ogni caso, a causa di alcune sue caratteristiche Cladoselache non può essere considerato un vero squalo, ma costituisce un rappresentante di una linea già specializzata (benché antichissima).
Gli elasmobranchi fossili databili tra 360 e 150 milioni di anni fa si possono assegnare a varie categorie, alcune delle quali di incerta collocazione sistematica. Molti di questi gruppi primitivi si svilupparono tra il Devoniano e il Carbonifero, e produssero una serie di animali di forme e dimensioni molto variabili, in realtà non strettamente imparentati con gli odierni squali. Molte di queste forme, infatti, sembrerebbero più strettamente imparentati con gli olocefali, attualmente rappresentati dalla chimera. Tra i vari gruppi di "falsi squali" si ricordano:
- i simmoriidi (Symmoriida), dotati di strane protuberanze dentate sopra la testa (es. Stethacanthus)
- gli eugeneodonti (Eugeneodontida), dalle strane dentature a spirale (es. Helicoprion ed Edestus)
- i petalodonti (Petalodontida), i cui corpi erano fortemente compressi lateralmente oppure ventralmente (es. Belantsea e Janassa)
- gli orodonti (Orodontida), dai lunghi corpi cilindrici e dalle pinne minuscole (es. Orodus)
- i menaspidi (Menaspida), dal capo fornito di molte spine (es. Traquairius)

Elasmobranchi simili agli squali odierni, in ogni caso, apparvero nel corso del Carbonifero. Tra questi si ricordano:
- gli squatinactidi (Squatinactida), col corpo appiattito e ampie pinne pettorali (es. Squatinactis)
- gli xenacantidi (Xenacanthida), simili ad anguille e con una spina sul capo (es. Xenacanthus)
- gli ctenacanti (Ctenacanthiformes), la cui forma del corpo richiama già gli odierni squali (es. Goodrichthys)
- gli ibodonti (Hybodontiformes), dall'aspetto più moderno ma dalle caratteristiche spine di fronte alle pinne dorsali (es. Hybodus)[10][11].

## Tassonomia
Classificazione tassonomica:
Secondo ITIS, FishBase & ADW :
| Carcharhiniformes  | (Squali requiem). L'ordine è distinto in 8 famiglie e 281 specie. Alcune di esse sono pericolose per l'uomo. Ad esempio citiamo lo squalo longimano (Carcharhinus longimanus) e lo squalo tigre (Galeocerdo cuvier). - - Scyliorhinidae 153 specie, squali gattucci - Proscylliidae 7 sp. - Pseudotriakidae 5 sp., falsi gattucci - Leptochariidae 1 sp. (Leptocharias smithii) - Triakidae 46 sp., squali palombi - Hemigaleidae 8 sp. , squali donnola - Carcharhinidae 59 sp., squali requiem - Sphyrnidae 9 sp., squali martello | 'Carcharhinus perezi |
| Heterodontiformes  | (Squali testa di toro). L'ordine è composto da un'unica famiglia con 9 specie. Ne fanno parte Heterodontus francisci ed Heterodontus portusjacksoni. - - Heterodontidae 9 specie |                      |
| Hexanchiformes     | (Capochiatti e squali anguilla). Comprende 2 famiglie e 7 specie. Probabilmente si tratta dell'ordine più antico, ed ha la caratteristica di avere un numero superiore di aperture branchiali rispetto agli altri ordini, cioè 6 o 7. Gli appartenenti a quest'ordine hanno una sola pinna dorsale. Esempi di specie di Hexanchiformes sono il capo piatto o pesce vacca (Hexanchus griseus) e lo squalo manzo (Heptranchias perlo). - - Chlamydoselachidae 2 specie - Hexanchidae 4 sp. |                      |
| Lamniformes        | (Lamniformi). L'ordine è distinto in 7 famiglie e 17 specie. Comprende solo squali dal corpo fusiforme. Alcune specie sono pericolose per l'uomo, soprattutto quelle della famiglia Lamnidae che comprende il grande squalo bianco (Carcharodon carcharias). Un'altra specie famosa è lo squalo toro (Carcharias taurus). - - Odontaspididae 4 specie, squali cagnacci - Mitsukurinidae 1 sp., (Mitsukurina owstoni) o squalo folletto - Pseudocarchariidae 1 sp., (Pseudocarcharias kamoharai) o squalo coccodrillo - Megachasmidae 1 sp., (Megachasma pelagios) o squalo bocca grande - Alopiidae 3 sp., squali volpe - Cetorhinidae1 sp., (Cetorhinus maximus) o squalo elefante - Lamnidae 5 sp. | Isurus oxyrinchus    |
| Orectolobiformes   | (Squali dai barbigli). Comprende 7 famiglie e 44 specie. L'ordine è molto vasto e popola principalmente la zona Indopacifica anche se un'unica specie è presente anche nell'Oceano Atlantico. Questi squali sono caratterizzati dalla presenza di barbigli nasali. Appartengono a quest'ordine lo squalo balena (Rhincodon typus) e l'Orectolobus maculatus. - - Parascylliidae 7 specie - Brachaeluridae 2 sp. - Orectolobidae 7 sp. - Hemiscylliidae 15 sp. - Stegostomatidae 1 sp. (Stegostoma fasciatum) o squalo zebra - Ginglymostomatidae 3 sp. - Rhincodontidae 1 sp. (Rhincodon typus) o squalo balena                                                                                      |                      |
| Pristiophoriformes | (Pesci sega). È composto da una sola famiglia con 10 specie (sono squali abbastanza rari). Sono caratterizzati da una protuberanza dentata sul naso che permette di individuare sul fondo marino i pesci nascosti. Appartengono a questo ordine il Pristiophorus nudipinnis ed il Pliotrema warreni. - - Pristiophoridae 6 specie e 2 generi |                      |
| Squaliformes       | (Squaliformi o pescecani). L'ordine è composto da 7 famiglie e 132 specie. Le specie che vi appartengono sono caratterizzate dal fatto di non possedere la pinna anale. Esempi di appartenenti a quest'ordine sono il pesce porco (Oxynotus centrina) e lo spinarolo (Squalus acanthias). - - Echinorhinidae 2 specie - Squalidae 24 sp. - Centrophoridae 15 sp. - Etmopteridae 44 sp. - Somniosidae 18 sp. - Oxynotidae 5 sp. - Dalatiidae 10 sp. |                      |
| Squatiniformes     | (Squali angelo). Comprende una sola famiglia composta da 17 specie. Si tratta di un gruppo di pesci cartilaginei in forte diminuzione in tutti gli areali distributivi. A titolo di esempio conosciamo lo Squatina aculeata e lo Squatina japonica. - - Squatinidae 17 specie |                      |

Per altri autori:
- superordine Selachimorpha (squali) 
  - ordine Carcharhiniformes
  - ordine Hexanchiformes
  - ordine Lamniformes
  - ordine Orectolobiformes
  - ordine Pristiophoriformes
  - ordine Squaliformes
  - ordine Squatiniformes
- superordine Rajomorphii (razze, torpedini, pesci-sega et pesci-chitarra)
  - ordine Myliobatiformes (comprende anche Rajiformes per FishBase)
  - ordine Pristiformes
  - ordine Rajiformes
  - ordine Rhiniformes (comprende anche Rajiformes per FishBase)
  - ordine Rhinobatiformes (comprende anche Rajiformes per FishBase)
  - ordineTorpediniformes
- Secondo WRMS :
  - sottoclasse Neoselachii
    - infraclasse Batoidea
      - ordine Myliobatiformes (comprende anche Rajiformes per FishBase)
      - ordine Pristiformes
      - ordine Rajiformes
      - ordine Torpediniformes

    - infraclasse Selachii
      - superordine Galeomorphii
        - ordine Carcharhiniformes
        - ordine Heterodontiformes
        - ordine Lamniformes
        - ordine Orectolobiformes

      - superordine Squalomorphi
        - ordine Hexanchiformes
        - ordine Pristiophoriformes
        - ordine Squaliformes
        - ordine Squatiniformes